# Огнено топазово колибри
Огненото топазово колибри (Topaza pyra) е вид птица от семейство Колиброви (Trochilidae). Видът е незастрашен от изчезване.

## Разпространение
Разпространен е в Бразилия, Колумбия, Еквадор, Перу и Венецуела.